# نجلاء إبراهيم رأفت
نجلاء رأفت هي إحدى رواد فن العرائس المصرى وإحدى العلامات البارزة في مسيرته وهي من مواليد 1938. حاصلة على بكالوريوس كلية الفنون الجميلة قسم الديكور، ودبلوم الدراسات العليا بـ المعهد العالى للفنون المسرحية عام 1981، وكذلك حصلت على شهادة إتمام البعثة الدراسية إلى رومانيا بمسرح ستاندريكا عام 1975.
التحقت نجلاء رأفت بأسرة مسرح العرائس عام 1963، شاركت في العديد من المهرجانات الدولية المتخصصة في مجال مسارح الطفل والعرائس في بلغاريا والمجر ورومانيا والاتحاد السوفيتى وبولندا ويوغوسلافيا والنمسا.
شكلت مع زوجها الشاعر سمير عبد الباقى ثنائيًا فنيًا رائعا حيث قام بكتابة بعض المسرحيات والأغاني للأطفال، وقامت هي بإخراجها أو تصميم عرائسها. توفيت في 22 أبريل من عام 2006.

## الجوائز
- جائزة وشهادة تقدير عن مسرحية الطيرة – إمارة الشارقة
- جائزة احسن مصمم عرائس في مهرجان التلفزيون مسلسل عسل عسل
- جائزة احسن عرائس في مهرجان سنيما الأطفال عن فيلم ليمونة المحاياة
- جائزة أحسن عرائس عن فيلم شقاوة حمادة
- جائزة أحسن عرائس عن فيلم العصفور الكسلان
- جائزة أحسن عرائس عن فيلم السندباد الأخضر

## الورش الفنية
- ورشة تدريبية علي تصميم وتنفيذ العرائس بكل من قصر ثقافة الأنفوشي بالأسكندرية الإسماعيلية المنصورة بنها
- وورشة فنية مركزيه بمسرح الطفل ضمت فنانين من عدن وتونس
- وورشة بمنطقة شرق القاهرة التعليمية

## الأعمال المسرحية

### مسرح القاهرة للعرائس
- مسرحية مدينة الأحلام أشترك في التنفيذ
- مسرحية قيراط حررية ديكور
- مسرحية علاء والمصباح ديكور
- مسرحية السماء الثامنة ديكور
- مسرحية علي بابا والأربعين حرامي عرائس
- مسرحية حكاية سقا ديكور
- مسرحية أبو علي عرائس وديكور
- مسرحية سندريلا عرائس وديكور
- مسرحية حسن الصياد عرائس وديكور
- مسرحية خرج ولم يعد عرائس وديكور
- مسرحية أراجوز علي لوز عرائس وديكور
- مسرحية دبدوب الكسلان إخراج وعرائس وديكور
- مسرحية أبو لبدة المدهش إخراج وعرائس وديكور

### مسرح الطفل
- مسرحية حدث في عصر الرشيد عرائس وديكور
- مسرحية رحمة وأمير الغابة المسحورة ديكور وأقنعة
- مسرحية حواديت كامل الكيلاني عرائس وديكور
- مسرحية ثور ظريف جدا ديكور وملابس وعرائس

### المسرح المتجول
- مسرحية منين أجيب ناس أقنعة
- المسرح القومي
- مسرحية ليالي صوفية عرائس
- اليوم العالمي للمسرح أقنعة
- مآذن المحروسة عرائس وأقنعة
- مسرح جلال الشرقاوي
- مسرحية جزيرة الحب والصحوبية عرائس وأقنعة
- مسرحية علي جناح التبريزي عرائس وأقنعة
- مسرح قاعة المؤتمرات
- أحتفال مهرجان السياحة والتسوق أقنعة

### مسرح الأوبرا الكبير
- أستعراض زمن الطرابيش اقنعة
- قصور الثقافة الجماهيرية

### قصر جاردن سيتي
- مسرحية حسن قرن الفول عرائس وديكور
- مسرحية مملكة القرود أقنعة وديكور
- مسرحية لذوي الأحتياجات الخاصة عرائس وديكور
- مسرحية أرنب فوق العادة عرائس وديكور

### قصر الريحاني
- مسرحية قرص عسل عرائس وديكور
- قصر ثقافة الأسماعيلية
- مسرحية الحوت أقنعة وديكور

### قصر ثقافة دمياط
- مسرحية سيرة شحاتة سيف أقنعة

### قصر ثقافة الأنفوشي بالأسكندرية
- مسرحية أفتح ياسمسم عرائس وأقنعة وديكور
- مسرحية محمد الدرة عرائس وأقنعة وديكور

### قصر ثقافة مايو
- مسرحية طار الحب الجميل عرائس

### قصر ثقافة جاردن سيتي – طنطا – الفيوم - المنصورة
- مسرحية حسن قرن الفول عرائس وديكور

### أعمال تلفزيونية
- مسلسل حواديت ماما علية عرائس
- مسلسل صبيان وبنات عرائس
- مسلسل قرية البركة تلفزيون دبى عرائس وديكور
- مسلسل القط مشمش عرائس وديكور
- مسلسل رحلة لتوشكا عرائس
- مسلسل شماليلو المصري عرائس
- مسلسل القطة رانا أقنعة
- مسلسل حدوتة قبل النوم عرائس
- مسلسل ابن دانيال الكحال عرائس خيال ظل
- أغنية الشاطر عمرو من كسلسل بابا عبده عرائس
- أوبريتان أعياد الطفولة عرائس وأقنعة

### أعمال سنيمائية
- فيلم ليمونة المحاياة عرائس
- فيلم حمادة الفشار عرائس
- فيلم العصفور الكسلان عرائس
- فيلم السندباد الأخضر عرائس

### أعمال أخرى
- مسرحية طائر الحظ السعيد عن حكاية خليجية الطيرة إخراج
- ورشة عمل تدريب لعب وتصميم